# Gustaf Horn (1601–1639)
Gustaf Horn, född 6 april 1601 på Vikhus i Västmanland, död 14 juni 1639 på Vikhus, var en svensk kammarherre, hovmarskalk och riksråd. Han var son till Krister Klasson Horn af Åminne och gift med Kerstin Bååt.
Horn studerade för Johannes Messenius och därefter i Uppsala som han lämnade då han var 20 år. Därefter reste han till England, Frankrike, Nederländerna och Tyskland för att studera dessa länders författningar, politiska förhållanden och språk. I Landsberg kom han i kontakt med Gustav II Adolf, som utnämnde honom till kammarherre hos drottningen och använde honom för flera diplomatiska uppdrag. Efter kungens död förordnades han till hovmarskalk hos drottning Kristina och 1634 blev han hennes lärare i franska. Då han var 37 år upphöjdes han till riksråd, men avled kort därefter sedan han hade fallit av sin häst på Vikhus.